# تیم ملی فوتبال زنان تاجیکستان
تیم ملی فوتبال زنان تاجیکستان (به انگلیسی: Tajikistan women's national football team)  نماینده فوتبال زنان این کشور در رده ملی است و تحت نظارت فدراسیون فوتبال تاجیکستان قرار دارد. 